# NGC 575
NGC 575 je galaksija u zviježđu Ribe.

## Vanjske poveznice
- SEDS: NGC 0575